# Bitva u Berestečka
Bitva u Berestečka (polsky: Bitwa pod Beresteczkiem; ukrajinsky: Берестецька битва, Битва під Берестечком) byla svedena mezi ukrajinskými kozáky vedenými hejtmanem Bohdanem Chmelnickým a podpořenými vojsky Krymského chanátu, a polskou armádou vedenou králem Janem II. Kazimírem Vasou. Její příčinou bylo kozácké Chmelnického povstání na Ukrajině a snaha Poláků své území, na němž k povstání došlo, znovu dobýt. Bojovalo se od 28. do 30. června 1651, bitva se odehrála v provincii Volyň, u městečka Berestečko (dnes Ukrajina), na kopcovité pláni jižně od řeky Styr. Skončila jasným polským vítězstvím. Je považována za jednu z největších evropských pozemních bitev 17. století. Padl v ní krymskotatarský velitel Tuhaj Bej.
Počet polských vojáků je nejistý. Jeden z vysokých polských velitelů, vévoda Bogusław Radziwiłł, napsal, že polská armáda měla 80 000 vojáků. Někteří moderní historici, jako Zbigniew Wójcik, Józef Gierowski nebo Władysław Czapliński, snížili toto číslo na 60 000–63 000 vojáků. Neexistuje také žádný spolehlivý zdroj o síle kozáckých a tatarských jednotek. Odhady se pohybují od 80 000 do 200 000 mužů. Tzv. registrovaných kozáků (skutečná vojensky organizovaná síla, původně součást polsko-litevské armády) bylo asi 33 tisíc. Tu však podporovalo velké množství ukrajinských rolníků vyzbrojených kosami a cepy, kteří byli dosti nedisciplinovaní a špatně organizovaní. Velikost krymskotatarské jízdy se odhaduje na 28 000–33 000 mužů. Kozáci bojovali na obou stranách konfliktu, řada jich totiž zůstala věrná Polsko-litevské unii a povstání se neúčastnila. Na polské straně bylo také 16 000 německých žoldáků, kteří ale trpěli nemocemi a hladem kvůli opožděnému žoldu a nafouknutým cenám potravin.
Polští velitelé doufali, že prolomí kozácké řady útokem husarů po křídlech, což byla taktika, která se ukázala jako účinná v mnoha předchozích bitvách (a později například i v bitvě proti Turkům u Vídně roku 1683). Kozácká armáda tento polský styl války ale dobře znala, protože měla mnoho zkušeností s bojem po polském boku. Její taktikou tedy bylo vyhnout se bitvě na otevřeném poli a bojovat z lůna obrovského tábora opevněného vozovou hradbou. Kozácké síly byly nejprve oslabeny útěkem Tatarů. Sám Chmelnický, který se snažil Tatary zadržet, byl při tom Tatary zajat. Velení kozáků se musel ujmout Ivan Bohun. Pod jeho velením se kozáci ještě více ohradili, ale osudovou chybou se stalo, že na klíčovou poradu před pokusem o výpad nebyli pozváni zástupci rolnických milicí. Když se registrovaní kozáci dali do pohybu, domnívali se rolníci, že jsou opouštěni a vypukla panika. Poláci si chaosu povšimli, ale obávali se, že jde o nastraženou past. Nakonec se ale přece jen odhodlali k útoku, vozovou hradbu prolomili a mnoho Ukrajinců se utopilo při ústupu v nedaleké řece.

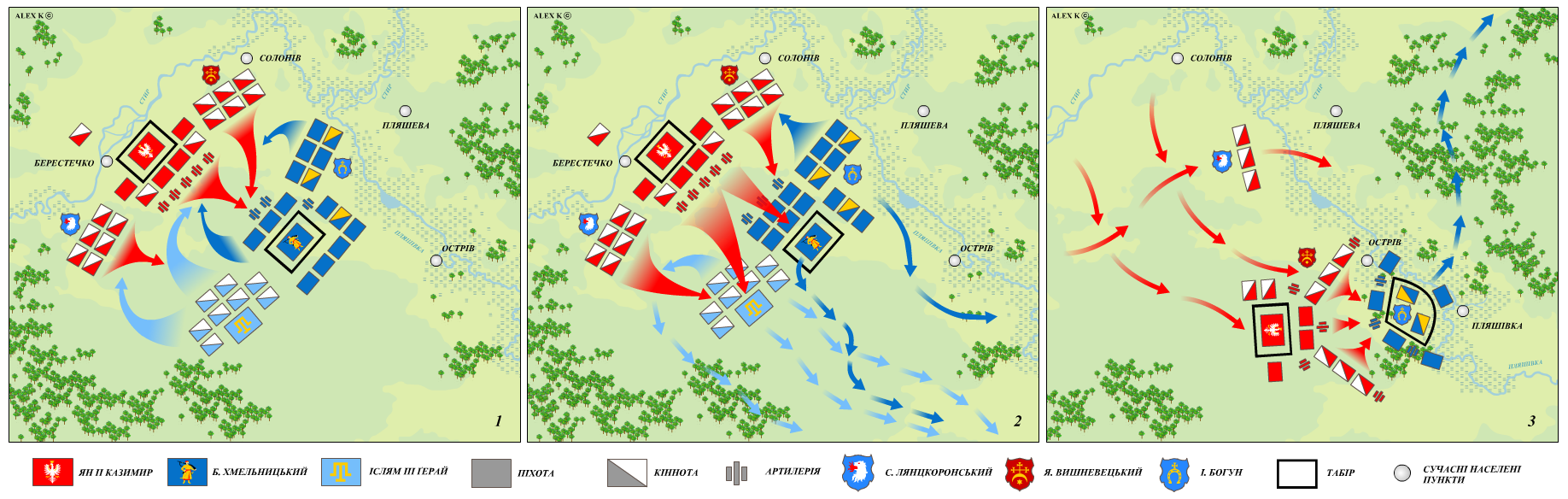
Průběh bitvy

Bitva tak skončila jasným polským vítězstvím, které se však nestalo rozhodné, neboť král Jan II. nebyl ochotný ustupující kozáky pronásledovat. Deštivé počasí, nedostatek jídla a krmiva a vzmáhající se epidemie ve vojsku vzaly Polákům veškerou energii pokračovat v boji. Král se raději vrátil do Varšavy oslavit své vítězství. Chmelnický byl tatarským chánem brzy propuštěn ze zajetí a byl schopen znovu shromáždit kozácké vojsko, které se ještě téhož roku dokázalo postavit Polákům v bitvě u Bílé Cerkve. Chmelnického povstání tak pokračovalo ještě mnoho let.
Bitva je vyobrazena v samém závěru Sienkiewiczova románu Ohněm a mečem.